# سامباكزا
سامباكزا (بالكورية: 삼박자) هو اسم فريق كوري يدير الموقع sambakza.net. سامباكزا هو المقابل الكوري لـ «الكونتات الثلاثة». سمي الفريق هكذا لأنه يتألف من ثلاثة أشخاص: أمالوك (아말록)، سونغسونغ هوا (송송화) وسوغونغ (소공). شعبية سامباكزا العالمية بدأت على الأرجح بإخراج "There she is!!"، رسوم فلاشية من أمالوك سنة 2004.
نتيجة لجودة الرسوم والقصة المصاحبة ذير شي إز ربحت الـ Professional Award و The Cyber Jury Award في Anima Mundi Web Festival (ريو دي جينيرو، البرازيل، 2004).